# Kostylewo (osiedle)
Kostylewo (ros. Костылево) – osiedle w Rosji, w obwodzie archangielskim, w rejonie ustiańskim. W 2010 liczyło 689 mieszkańców.